# Wohnhaus Am Hafen 1
Das Wohnhaus Am Hafen 1 (Kleensches Haus) in der niedersächsischen Stadt Bremervörde wurde zur Mitte des 19. Jahrhunderts gebaut. Aktuell (2025) wird es zum Wohnen genutzt.
Das Gebäude steht unter Denkmalschutz (siehe auch Liste der Baudenkmale in Bremervörde).

## Geschichte und Beschreibung
Bremervörde war um 1000 Sitz der Wasserburg Vörde an der Oste und ist im Landkreis Rotenburg (Wümme). Der Hafen an der Ostediente diente früher kleinen Binnenschiffen u. a. als wichtiger Umschlagplatz für Torf und Holz und heute der Sport- und Freizeitschifffahrt. Der Holzhändler Johann Jürgen Kleen (1814–1870) unterhielt seinen Betrieb am Hafen.
Das zweigeschossige traufständige verputzte neoklassizistische Gebäude mit ziegelgedecktem Walmdach und mittigen Eingang wurde 1853 (a) für den Holzhändler Kleen gebaut. Die Fensterrahmungen und das Gesimse wurde in Putz gestaltet.
Das Landesdenkmalamt befand u. a.: „… orts-, bau- und kunstgeschichtlicher, gebäudetypischer und straßenraumprägender Zeugniswert ….“